# Metalimnus steini
Metalimnus steini är en insektsart som beskrevs av Franz Xaver Fieber 1869. Metalimnus steini ingår i släktet Metalimnus och familjen dvärgstritar. Inga underarter finns listade i Catalogue of Life.